# ...عزیزم یک بار دیگر (آلبوم)
...عزیزم یک بار دیگر (انگلیسی: ...Baby One More Time) نخستین آلبوم استودیویی بریتنی اسپیرز، خوانندهٔ آمریکایی است. این آلبوم در ۱۲ ژانویه ۱۹۹۹ از طریق جایو رکوردز منتشر شد. در ژوئن ۱۹۹۷، در حالی که اسپیرز در آن زمان با مدیر خود لو پرلمن، برای پیوستن به گروه دخترانهٔ پاپ اینوسنس مذاکره می‌کرد، مادرش لین اسپیرز، از یک دوست خانوادگی و وکیل سرگرمی لری رودالف، نظر خود را خواست. رودالف علاقه‌مند شد و تصمیم گرفت او را برای ناشرهای موسیقی انتخاب کند. رودالف نواری از آواز اسپیرز را که بر روی یک ترانه کارائوکه ویتنی هیوستون می‌خواند، همراه با نوار نمایشی یک ترانه بلااستفاده از تونی برکستون را برای ناشر ارسال کرد. جایو پس از شنیدن آثار ضبط شده از اسپیرز، قراردادی را برای انتشار چندین آلبوم بستند.
اسپیرز برای کار با تهیه‌کنندگان مکس مارتین، دنیز پاپ و رامی یعقوب و سایر تهیه‌کنندگان به سوئد سفر کرد. مارتین ترانه‌ای با عنوان «عزیزم منو بزن (یک‌بار دیگر)» را به اسپیرز و مدیریت او ارائه داد. این ترانه پیش‌تر توسط گروه دخترانه تی‌ال‌سی رد شده بود. اسپیرز بعداً گفت کرد که با شنیدن آن احساس هیجان کرده و می‌دانست که این یک رکورد موفق خواهد بود. نخستین آلبوم او در ژوئن ۱۹۹۸ تکمیل شد و ترانه «…عزیزم یک‌بار دیگر» به عنوان نخستین تک‌آهنگ اسپیرز در ماه اکتبر منتشر شد. این تک‌آهنگ با موفقیت جهانی روبرو شد و معمولاً در هر کشوری که در آن وارد جدول شده بود، به شمارهٔ یک رسید و به پرفروش‌ترین تک‌آهنگ سال ۱۹۹۹ در پادشاهی متحده تبدیل شد و از آن زمان با فروش بیش از ۱۰ میلیون نسخه، به یکی از پرفروش‌ترین تک‌آهنگ‌های تاریخ تبدیل شده‌است.
آلبوم در زمان انتشار با نظرات مختلفی از منتقدان موسیقی روبرو شد و بسیاری آن را فاقد کیفیت و زودرس معرفی کردند. با نگاه گذشته، این اثر به دلیل تأثیر آن بر فرهنگ پاپ و سرگرمی‌های زنان جوان مورد ستایش قرار گرفته‌است. ...عزیزم یک بار دیگر یک موفقیت بزرگ تجاری بود و در بالاترین جایگاه جدول بیلبورد ۲۰۰ و جدول آلبوم‌های کانادایی قرار گرفت و در چندین کشور در میان ۵ جایگاه برتر جدول قرار گرفت. این آلبوم گواهی‌نامه‌های جهانی از جمله گواهی‌نامه ۱۴ × پلاتین از انجمن صنعت ضبط موسیقی ایالات متحده آمریکا (آرآی‌ای‌ای) برای فروش بیش از ۱۴ میلیون نسخه در ایالات متحده دریافت کرد که نیلسن سانداسکن ۱۰٫۷ میلیون نسخه فروخته شده را به رسمیت می‌شناسد. ...عزیزم یک بار دیگر با فروش بیش از ۲۵ میلیون نسخه در سراسر جهان، موفق‌ترین آلبوم اسپیرز است و به یکی از پرفروش‌ترین آلبوم‌های تاریخ تبدیل شده‌است.
چهار تک‌آهنگ دیگر از این آلبوم منتشر شد و اسپیرز به شدت از طریق مصاحبه‌ها و اجراها در تلویزیون ملی آن را تبلیغ کرد. علاوه بر این اسپیرز نخستین تور کنسرت خود را با عنوان تور عزیزم یک بار دیگر… در سال ۱۹۹۹ آغاز کرد و بعداً با عنوان دتور عزیزم یک بار دیگر… آن را را ادامه داد. ...عزیزم یک بار دیگر در چهل و دومین جوایز سالانه گرمی در سال ۲۰۰۰ نامزد دریافت جایزه گرمی اسپیرز برای  بهترین هنرمند جدید و بهترین اجرای آوازی پاپ زن برای «…عزیزم یک‌بار دیگر» شد.

## فهرست ترانه
| شماره      | نام                                                 | مدت   |
| ---------- | --------------------------------------------------- | ----- |
| ۱.         | «عزیزم یک بار دیگر…»                                | ۳:۳۰  |
| ۲.         | «دیوانه(ام کردی)»                                   | ۳:۱۷  |
| ۳.         | «بعضی وقت‌ها»                                        | ۴:۰۵  |
| ۴.         | «سودا پاپ»                                          | ۳:۲۰  |
| ۵.         | «زاده شدم برای شادی تو»                             | ۴:۰۳  |
| ۶.         | «از ته قلب شکسته من»                                | ۵:۱۱  |
| ۷.         | «آنجا خواهم بود»                                    | ۳:۵۳  |
| ۸.         | «من هنوز تو را دوست خواهم داشت» (دوئت با دون فیلیپ) | ۴:۰۲  |
| ۹.         | «دربارهٔ خودت فکر کن»                                | ۳:۳۵  |
| ۱۰.        | «ایمیل قلب من»                                      | ۳:۴۱  |
| ۱۱.        | «ضرب و شتم ادامه می‌یابد»                            | ۳:۴۳  |
| مجموع مدت: | مجموع مدت:                                          | ۴۲:۲۰ |